# 镱化合物
镱化合物是含有镱（Yb）元素的化合物，其+3价最为常见。镱的三卤化物也可以被氢气、锌屑或金属镱还原为二卤化物。+2价的镱化合物几乎只存在于固体化合物中，其部分性质和碱土金属化合物的较为相似。

## 卤化物及卤素配合物

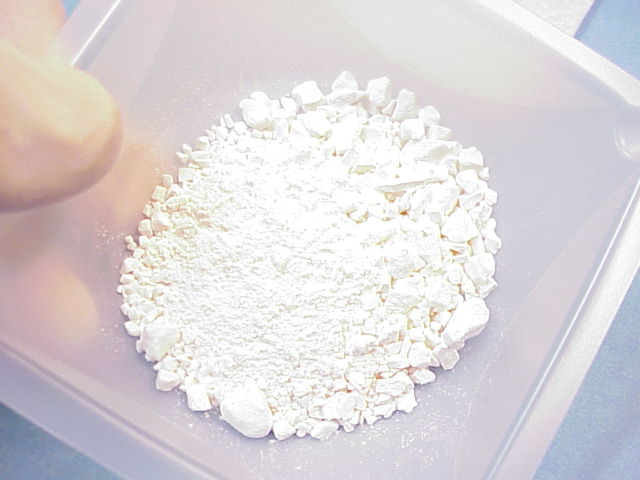
三氯化镱

镱可以形成二卤化物和三卤化物，二卤化物在室温易被氧化为三卤化物，或在高温歧化为三卤化物和金属镱：
3 YbX2 → 2 YbX3 + Yb（X=F, Cl, Br, I）
一些镱的卤化物在有机合成中可以用作反应试剂，例如三氯化镱是一种路易斯酸，可用于催化羟醛缩合及狄尔斯–阿尔德反应。它可以被氢气还原为Yb6Cl13，或被镱还原为YbCl2。二碘化镱的性质和二碘化钐相似，可以在偶联反应中用作还原剂。
镱在四氢呋喃中和二碘合银酸二(1,3-二氢-1,3-二甲基咪唑-2-亚基)银于四氢呋喃中反应，过滤后可以结晶出对空气敏感的红色晶体，二碘化二(1,3-二氢-1,3-二甲基咪唑-2-亚基)二(四氢呋喃)合镱。

## 氧化物
镱和氧气反应，可以得到氧化镱（Yb2O3），它具有“稀土C型倍半氧化物”结构，即萤石结构移除四分之一的阴离子，镱处于两种不同的六配位环境中。氧化镱可以被金属镱还原为一氧化镱（YbO），它具有岩盐结构。

## 其它化合物
十二硼化镱（YbB12）是一种近藤绝缘体，有电子及结构特性的相关研究。
硝酸镱是一种无色易溶于水的晶体，可以形成水合物。
二膦基镱可由镱和膦在液氨中反应制得，它可以进一步分解为磷化镱：
Yb(PH2)2•5NH3 → Yb(PH2)2 + 5NH3
2Yb(PH2)2 → YbP + 2PH3 + H2